# Азгірський сільський округ
Азгі́рський сільський округ (каз. Азғыр ауылдық округі, рос. Азгирский сельский округ) — адміністративна одиниця у складі Курмангазинського району Атирауської області Казахстану. Адміністративний центр — село Балкудук.
Населення — 1999 осіб (2021; 2855 у 2009, 3145 у 1999, 3087 у 1989).
Станом на 1989 рік існувала Азгірська сільська рада (села Азгір, Асан, Балкудук, Каниртерек). 1993 року село Асан колишньої Азгірської сільради та село Уштаган колишньої Суїндицької сільради утворили окремий Асанський сільський округ.

## Склад
До складу округу входять такі населені пункти:
| Населений пункт  | Колишні назви | Населення, осіб (1989) | Населення, осіб (1999) | Населення, осіб (2009) | Населення, осіб (2021) |
| ---------------- | ------------- | ---------------------- | ---------------------- | ---------------------- | ---------------------- |
| Азгір, село      | -             | 647                    | 601                    | 580                    | 365                    |
| Балкудук, село   | -             | 1997                   | 2094                   | 1899                   | 1371                   |
| Кониртерек, село | Каниртерек    | 443                    | 450                    | 376                    | 263                    |